# Анатомия на птиците
Анатомичното устройство на птиците показва множество уникални адаптации, свързани основно с осъществяването на полета.
Птиците са еволюирали по начин осигуряващ им лека скелетна система и мощна мускулатура, които заедно с кръвообращението и дихателната система създават възможност за много висок метаболизъм, позволяващ от своя страна на птиците да летят. Развитието на клюна е довело до развитието на специално пригодена храносмилателна система. Тези съществени анатомични специализации са дали възможност на птиците да бъдат обособени в отделен клас гръбначни животни.

## Скелет
Костната система на птиците е пасивната част от двигателния апарат на птиците. Тя е съставена от основен (кости на трупа и черепа) и допълнителен (кости на крайниците) скелет. Процентното съотношение на минералните соли в костите е по-голямо от това на бозайниците. Това ги прави по-твърди, но същевременно и по-лесно чупливи. Според формата си костите при птиците биват дълги, плоски и къси. Те имат фина архитектоника и особено напреднала пневматизация. Това дава възможност да се намали теглото на скелета и улесни движението му при полет. Птиците, вторично загубили способността си да летят имат плътни кости.
Черепът е кръгъл и при повечето от видовете очните кухини са с относително големи размери, като изключение прави кивито (Apteryx), което има малки очни кухини и като цяло не разчита на зрението си. Шийните прешлени са изключително подвижни и са на брой от 11 до 25. Гръдните прешлени са почти винаги срастнали в обща неподвижна кост. Поясните и кръстцовите кости са от 11 до 14 на брой и срастват още в етапа на зародишно развитие. Друга особеност е, че горната част на човката е подвижно свързана с черепа, по което се различават от влечугите и бозайниците. Типично за летящите птици е наличието на добре развита гръдна кост (често се нарича „кил“). Тя представлява почти четириъгълна костна плоча с изпъкнала външна и вдлъбната вътрешна повърхност. За нея се захващат силните гръдни мускули, взимащи дейно участие в летенето.
Предните крайници са видоизменени в криле и понякога са вторично закърнели. Крилете служат най-често за летене, но при някои видове са изменени вторично в „перки“ (пингвини и др.), хватателни крайници (хоацин) или са закърнели в различна степен (ему, киви, щраус, изчезналия додо и други). Някои видове птици използват крилете си едновременно за плуване и за летене (воден кос).
Задните крайници варират значително по форма, размери и предназначение. Броят на пръстите варира от 2 (щраус) до 4 (5 при някои породи домашни птици). Първият пръст, ако го има, е разположен по-високо от останалите и е обърнат назад (често се нарича „щпора“), четвъртият също при някои видове е обърнат назад (папагали, кълвачи), пети липсва. Водоплаващите птици имат кожна мембрана, свързваща някои или всички пръсти (патици, пеликани), или кожни разширения на самите пръсти. Краката могат да служат за бягане, като при щрауса, за плуване (сем. Патицови и др.), за оръжие срещу съперниците в размножителния период (Кокошоподобни), за лов (Ястребови) и други.

## Мускулна система
Подобно на други класове висши животни мускулатурата при птиците бива гладка, напречнонабраздена и сърдечна. По форма, положение и големина скелетните мускули се различават много от тези при бозайниците. Основната причина за това е изменената функция на предните крайници и прехвърлянето им на първоначалната способност за опора и движение на земята изцяло на краката. Ненабраздените (неволеви) мускули се намират най-вече в стените на вътрешните органи (стомах, чревен канал, дихателни пътища и др.) и кръвоносните съдове и се инервират от автономната нервна система. Напречнонабраздените (волеви) мускули са изградени предимно от мускулни влакна (80-90%) и се инервират главно от соматичната нервна система. Сърдечните мускули се различават от останалите мускули и са напречно набраздени и неволеви.
Според разположението на влакната и количеството на цитоплазмата (саркоплазма) в тях се срещат два цвята мускули: по-светли и по-тъмни или бели и червени според съвременните учени. При по-светлите мускули количеството на саркоплазмата е по-малко, миофибрилите са повече и са подредени равномерно. Тези мускули се контрахират по-бързо и изпълняват по-енергични движения от по-тъмните. При вторите миофибрилите се свързват в различни по големина групи, имат повече саркоплазма, но в замяна на това са по-издръжливи, изморяват се бавно и могат да работят продължително време.
Цветът е различен в зависимост от вида, породата и възрастта. Белите мускули изглеждат светлорозови, а след кулинарна преработка - розови. Червените мускули притежават повече миоглобин, митохондрии и мастни клъбца. Светлорозови са гръдните мускули при водоплаващи, млади и нелетящи птици и недобри летци, а червени - при водолюбиви птици, възрастни и добри летци.
Друга характерна особеност на скелетните мускули е наличието на дълги сухожилия. При някои видове тези сухожилия допълнително вкостяват.

## Вътрешни органи
Органите на храносмилателната, дихателната и пикочно-половата система са разположени в единна телесна празнина и поради тази причина те се наричат вътрешни. При бозайниците телесната празнина посредством диафрагмата се разделя на две - гръдна и коремна. При птиците обаче диафрагмата е рудиментирана. Поради тази причина телесната празнина е обща. Храносмилателната и дихателната система произхождат от обща зародишна чревна тръба и филогенетично са най-стари.

### Храносмилателна система
Храносмилателната система има много типично устройство. Представлява тръба преминаваща през цялото тяло на птиците простирайки се от устата до клоаката.

#### Устна и фарингеална празнина
Птиците не притежават меко небце и поради това устната кухина се съединява с тази на глътката и се образува една обща наречена устоглътка. За приблизителна граница между двете се приемат двата реда папили в основата на езика и тези над него върху твърдото небце.
Устната празнина при птиците се различава коренно от тази на бозайниците. Липсват устни, зъби и бузи, а самата празнина не е разделена на преддверие и същинска. На мястото на устните при тях е развита човка. Формата на човката зависи силно от вида на храната, която птицата приема. При някои от птиците човката освен като орган за приемане на храна служи и като отбранително средство при атаки от други видове. Вътрешната повърхност е покрита от вроговена лигавица. Вътрешната повърхност на горната човка е покрита в различна степен при различните видове с восъчна ципа наречена ceroma. Тя е изключително богата със сетивни нервни влакна.
Птици, които извличат храната посредством филтриране на водата притежават серия възвишения на лигавицата в устата. Те са изградени от рогова материя и се наричат гредици. При затваряне на човката те се вплитат помежду си и така образуват своеобразно сито, което задържа храната в устата.
Покривът на устоглътката е изграден от твърдото небце, което в задната си част я свързва с носната празнина наречена хоана. При поглъщане на храната отворът между двете празнини се затваря от две странични лигавични гънки, които пречат на проникването ѝ в носната кухина. В носоглътката се отварят и двете евстахиеви (слухови) тръби.
В долната част на устата е поместен езикът. Той приема формата на човката. Езикът се закрепва за долната челюст посредством подезичната кост и движението му се осъществява от добре развитите подезични мускули. Собствените мускули на езика за разлика от тези на бозайниците са сравнително закърнели. Задната долна част на устната кухина преминава към ларинкса.

#### Хранопровод
След глътката храната преминава през хранопровода към стомаха. Той представлява лигавично-мускулна тръба движеща се над трахеята. Преди да навлезе в стомаха хранопровода образува разширение наречено гуша. Тук храната под действие на секретите от жлезите на хранопровода набъбва и омеква. Гушата е по-добре развита при птици хранещи се със зърнена храна.

#### Стомах
При птиците стомахът е развит в два напълно обособени органа – жлезист (ventriculus glandularis) и мускулест (ventriculus muscularis). В първия храната претърпява химична, ферментативна обработка, а във втория механична. Различната функция е дала отражение и на тяхното устройство. Жлезистият има тънка стена и множество жлези, а мускулестият дебели стени, добре развита мускулатура, липсват жлези.

#### Черва
След мускулестия стомах храносмилателната система преминава в червата и завършва с клоака. Дължината им е различна при различните видове птици и е свързана с начина на хранене, вида на храната, пола и други фактори. Червата са прикрепени за горната стена на перитонеалната торба посредствам мезентериум. Лежат в дясната половина на телесната празнина. Подобно на бозайниците червата при птиците се делят на тънки и дебели. Тънките черва са значително по-дълги от дебелите и представляват едни от главните органи на храносмилателната система. Подобно на бозайниците червата при птиците са обособени анатомично на по три части. Тънките биват: дванадесетопръстник (duodenum), празно (jejunum) и слабинно черво (ileum), а дебелите: слепи черва (caecum), крайно черво (rectum) и клоака. Различното тук е, че при повечето птици слепите черва са чифтен орган. Върху горната част на клоаката се намира орган без липсващ аналог при останалите класове животни. Това е фабрициевата жлеза, която се свързва с клоаката посредством изводните си канали и изпълнява предимно лимфоидна функция.

### Дихателна система
Дихателната система на птиците е добре развита и много по-ефикасна от тази на бозайниците. Използва се така наречената система на кръстосаните потоци. Вместо един птиците имат два ларинкса и въздушни торби. Белите дробове на птиците са сравнително малки и нееластични. Свързани са с въздушни торбички, разположени из тялото между различни органи които служат за вентилиране на самите бели дробове. От друга страна въздушните торбички са свързани със скелета. В устройството и функцията на тези органи има значителни видови и индивидуални особености.

#### Дихателни пътища
Дихателните пътища имат тръбовидна форма и биват: носна празнина, ларинкс (преден и заден) и трахея.

##### Носна празнина
Тя е къса, тясна и с приблизително триъгълна форма. Разположена е между човката и предната граница на очните орбити. Разделена е на две посредством носна преграда. Всяка започва със собствен отвор в основата на човката. Назад с общ отвор (хоана) се свързват с устоглътката. Всяка от носните празнини има по две конхи – горна и долна. Повърхността на празнината е покрита с влажна лигавица. Тя затопла навлизащия въздух.

##### Ларинкс
Той се намира под глътката и бива преден и заден. Предния ларинкс отговаря на този при бозайниците и представлява хоризонтално разположена лигавична цепка зад корена на езика. При гълтане се затваря, а при дишане се отваря. Задният ларинкс (нарича се още сиринкс) има изключително звукова функция и представлява гласовият орган при птиците. Той е образуван от края на трахеята и началото на бронхите.
Гръклянът (ларинкса) е образуван от cartilago procricoidea, пръстеновиден и два черпаловидни хрущяла. Липсва епиглотис. При птиците няма гласови връзки и гънки. Сиринксът лежи дорзално на сърцето, обхванат от междуключната въздушна торба. В сирингеалната кухина изпъкват два чифта еластични латерална и медиална лигавични гънки, които произвеждат гласа при птиците. При мъжки птици звукът се образува от завихрянето на въздуха между гръкляна и сиринкса.

##### Трахея
Трахеята свързва ларинкса със сиринкса и при повечето видове е характерна дългата трахея, която прави извивка. За разлика от бозайниците тя е изградена от напълно затворени хрущялни трахеални пръстени. При възрастните индивиди хрущялните пръстени вкостяват. Броят им е различен и се движи от 100 до 400 при жерава. Трахеята лежи в предната част на шията и е свързана с лежащия над и странично от нея хранопровод. Вътрешната част е покрита с лигавица изградена в горната си част от ресничест епител.

#### Бял дроб
Разположен е в предната горна четвъртина на общата телесна празнина. Съставен е от два дяла. За разлика от бозайниците белия дроб на птиците е срастнал с гръдните стени и диафрагмата, и поради тази причина не може да се разширява. Също така не притежава серозна обвивка отговаряща на плеврата. Въпреки това обаче има по-сложно устроени въздухоносни пътища.
Белите дробове са относително малки, но компенсират с особения си строеж - те са плоски, нелобирани, с четириъгълна форма и заемат краниодорзалната част на телесната кухина. Всеки бял дроб се простира от първото ребро до предния край на съответния бъбрек. При пуйка белият дроб наподобява дълъг правоъгълник, а при гъска и патица - на трапец. Палпира се ребрената стена и се прослушват (аускултират) белите дробове.

#### Въздушни торби
Въздушните торби представляват тънкостенни изпълнени с въздух торби. Те представляват разширения на главните и вторичните бронхи, които се видоизменят още в периода на инкубация. Разположени са в телесната празнина като изпълват пространството между вътрешните органи. Броят на въздушните торби е 9 (4 чифтни и 1 нечифтна) и според тяхното разположение се подразделят на: шийна, ключна (междуключна), предна и задна гръдна, и коремна.

### Диафрагма
Диафрагмата при птиците е силно рудиментирала и практически представлява тънка, непълна, прозрачна, сухожилна мембрана. Тя е заловена за гръбначния стълб и ребрата. Движението ѝ се осъществява от периферно разположени мускулни снопчета.

### Пикочно-полова система

#### Пикочна система
При птиците пикочните органи са представени от бъбреци и уретери като при тях липсва пикочен мехур и уретра. Бъбреците са основните отделителни органи и представляват продълговати, плоски и тъмнокафяви образувания. Пикочопроводите са два и отвеждат урината от всеки от бъбреците към клоаката.
Бъбреците лежат симетрично от всяка страна на гръбначния стълб и допират дорзално до таза и синсакрума; те са относително по-големи от тези в сравнение с тези при бозайниците поради по-интензивната обмяна на веществата и отсъствието на потни жлези.

#### Полова система
Птиците са двуполови животни и в резултат на това половата система при тях бива мъжка и женска. В половите жлези на първите се образуват мъжки полови клетки – спермии, а при женските се образуват яйцата. При съединяване на двата вида полови клетки в женската полова система се извършва оплождане на яйцето, от което в резултат на естествени (мътене) или изкуствени (инкубация) условия се излюпва нов индивид.
При отделните видове половият деморфизъм е изразен в различна степен: той може да се проявява с по-голямо телесно тегло, в силно развитие на кожните образувания в областта на главата, в различно оперение, в наличието на шипове в областта на краката, перата на опашката и в строежа на някои вътрешни органи.

##### Мъжка полова система
При птиците са развити само семенниците и семепроводите. Напълно липсват допълнителни полови жлези, а полов член липсва или е слабо развит. През време на размножителния период семенниците увеличават значително своя обем. Семепроводите отвеждат семенната течност до клоаката като малко преди нея се свързват странично с уретера. При гъсок и паток тестисите са цилиндрични по форма.

##### Женска полова система
Женската полова система е изградена от яйчник и яйцепровод и слабо развити матка и влагалище, което се влива в клоаката. Липсват външни полови органи. Ембрионално при женските индивиди се залагат два яйчника и два яйцепровода, но до пълно развитие достигат само левите. Десните напълно атрофират още в ембриона. Големината и видът на яйчника зависят от функционалното му състояние. Той е съставен от сърцевина и кора. Яйцепроводът е силно навита лигавично-мускулна тръба. Стената му е устроена така, че да може значително да се разширява и удължава. Различават се три отделни части на яйцепровода – начална (фуниевидна), средна (белтъкова, провлак) и крайна (матка и влагалище). Когато яйцето не е изхвърлено се вкарва малкия пръст намазан с мазнина през изходния отвор на клоаката и вагиналния цепнатиноподобен отвор на латералната стена на уродеума.

## Кръвоносна система
Съдовата система при птиците е съставена от мрежа различни по калибър кръвоносни и лимфни съдове, в които тече съответно кръв или лимфа. Кръвоносната им система е сходна с тази на бозайниците, но е по-добре развита и работи с по-голяма ефикасност. Сърцето представлява централния орган на кръвоносната система, което, чрез ритмичните си пулсации поддържа движението на кръвта. То има две камери и две предсърдия, а кръвта циркулира съответно по два кръга, голям и малък, като артериалната и венозната кръв не се смесват. Тя излиза от сърцето посредством еферентните кръвоносни съдове (артерии), а се връща в него от периферията на тялото, чрез аферентните (вени). Преминаването на тези кръвоносни съдове едни в други се извършва от капилярите. Пулсът е относително висок, като достига при колибрито до 615 удара в минута. Червените кръвни телца, за разлика от тези на бозайниците са кръгли и притежават ядро. Докато при бозайниците далака е основният кръвотворен орган то при птиците тази функция основно се поема от костния мозък.
Тялото на птиците съдържа лимфни съдове, които показват аналогичен строеж с тези при бозайниците. Водят началото си от капилярните лимфни мрежи, обединяват се в различно големи лимфни съдове, които отвеждат събраната лимфа от цялото тяло в двата големи гръдни протока и чрез тях в предната куха вена и сърцето. Лимфните възли при птиците имат по-примитивно устройство от това на бозайниците. Водоплаваците птици освен лимфни възли притежават и т.нар. лимфни сърца. По принцип те се срещат при всички птици, но само през ембрионалното им развитие. През този период те поддържат циркулацията на лимфата в алантоиса.

## Нервна система
Нервната система в основни линии е изградена като тази при бозайниците. Тя е много добре развита, като скоростта на нервните процеси е една от най-високите в животинския свят. Подразделя се на два големи дяла - централна и периферна. Към централната нервна система принадлежат гръбначния и главния мозък, които са функционално свързани органи, но филогенетично по-стар е първият. Мозъкът като цяло е добре развит и движенията са висококоординирани. При кокошка мозъкът тежи около 3-4 g, а при гъска - 9-11 g. Мозъчната кора е относително неразвита (без гънки). От главния мозък най-добре развит е крайния и малкия мозък поради необходимостта от точност при движение. Периферната нервна система е образувана от нерви, които водят началото си от централната нервна система и се подразделя на соматична и висцерална.